# Kendall Schmidt

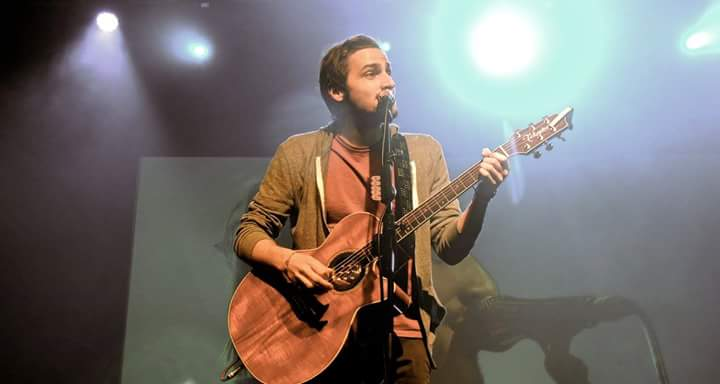
Kendall Schmidt em show da Heffron Drive

Kendall Francis Schmidt (Wichita, 2 de novembro de 1990) é um ator e cantor norte-americano. Ele é mais conhecido por ter estrelado em Big Time Rush como o personagem Kendall Knight, uma série da Nickelodeon, e por ter participado de uma boyband com o mesmo nome. Kendall é irmão dos atores Kevin G. Schmidt e Kenneth Schmidt. Atualmente Kendall faz parte da banda Heffron Drive.

## Biografia
Crescendo em Wichita, Kendall amava correr em caminhões e passar o tempo ao ar livre. O talento vem de família já que seus irmãos eram estrelas mirins nos anos 90 e foi assim que começou a carreira aos 9 anos fazendo comerciais com os irmãos também famosos Kenneth e Kevin Schmidt. Inspirando em seus irmãos, Kendall decidiu que também queria seguir a carreira de ator. Embora tenha começado como uma “coisa divertida para fazer”, Kendall tornou-se rapidamente apaixonado por seguir uma carreira na indústria do entretenimento. Mas o seriado Big Time Rush não foi o seu primeiro trabalho. Quando ele era criança, atuou em um comercial para o Cereal Chex. E quando já estava morando na Califórnia, Schmidt logo conseguiu papéis em General Hospital, Raising Dad, Gilmore Girls e CSI: Miami. Ele também estrelou em séries, incluindo ER, Mad TV, Frasier e Phil do Futuro e, mais recentemente, Without a Trace e Ghost Whisperer.
Além de atuar, outro amor do Kendall é fazer música. Inspirado por “Incubus”, uma de suas bandas favoritas, e “Taking Back Sunday”, Schmidt também escreve sua própria música. Paralelo ao Big Time Rush, Kendall teve seu primeiro contato com a música na adolescência quando conheceu o guitarrista Dustin Belt e formou a Heffron Drive, projeto que mantém estagnado desde o começo do BTR.
A história com o Big Time Rush começa em 2009, quando a Nickelodeon começou a procurar meninos para compor o time do seriado. Apesar de Kendall ser o “líder” do Big Time Rush na série, ele foi rejeitado em seu primeiro teste, e após uma indicação de Logan Henderson ele finalmente foi o último integrante a ser escolhido.

## Carreira
Kendall iniciou sua carreira aos 6 anos, atuando em um comercial para o Cereal Chex, com seus irmãos.
O primeiro concerto que Kendall fez foi aos 9 anos, com uma música da Britney Spears .
Kendall foi o último integrante do Big Time Rush à ser escolhido. Antes de Kendall realmente entrar, o ator Curt Hansen era quem tinha sido escolhido, e o primeiro episódio foi gravado com Curt. Esse primeiro episódio foi gravado com Kendall. Alguns episódios depois, Curt Hansen apareceu na série interpretando um cantor famoso fictício chamado Dek Zevon.
Após o término da série Big Time Rush Kendall voltou com sua antiga banda Heffron Drive junto de seu amigo Dustin Belt

## Filmografia

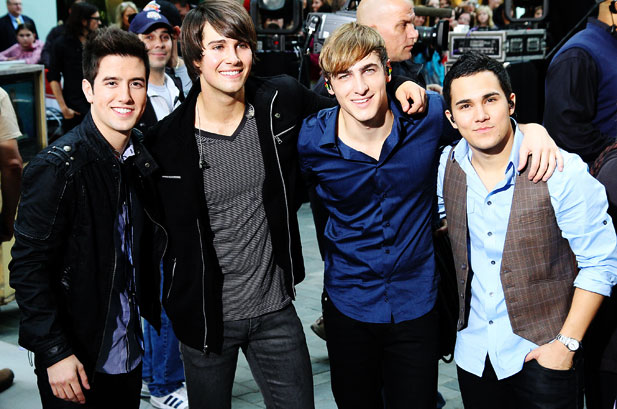
Big Time Rush

| Filmes      | Filmes                    | Filmes           | Filmes        |
| Ano         | Título                    | Papel            | Notas         |
| ----------- | ------------------------- | ---------------- | ------------- |
| 2001        | Robertson's Greatest Hits | Bill             | Para TV       |
| 2001        | According to Spencer      | Chad             | Não creditado |
| 2009        | The Alyson Stoner Project | Guitarrista      |               |
| 2012        | Big Time Movie            | Kendall Knight   | Para TV       |
| Televisão   |                           |                  |               |
| Ano         | Título                    | Papel            | Notas         |
| 2001        | Raising Dad               | Noah             | 1 episódio    |
| 2001 / 2002 | Gilmore Girls             | Garoto / Peter   | 2 episódios   |
| 2002        | Frasier                   | Frasier (jovem)  | 1 episódio    |
| 2003        | ER                        | Damian           | 1 episódio    |
| 2004        | CSI: Miami                | Dominic Abeyta   | 2 episódios   |
| 2008        | Poor Paul                 | Guitarrista John | 1 episódio    |
| 2009        | Ghost Whisperer           | Jeff             | 1 episódio    |
| 2009        | Without a Trace           | Shay Hanson      | 1 episódio    |
| 2009        | Big Time Rush             | Kendall Knight   | 2009 - 2013   |
| 2016        | School of Rock            | Justin           | 1 episódio    |

## Discografia
- The Forthcoming - EP (2009)
- B.T.R. (2010)
- Elevate (2011)
- Big Time Movie - EP (2012)
- 24/Seven (2013)
- Happy Mistakes (2014)
- Happy Mistakes: Unplugged (2015)
- The Slow Motion - EP (2017)

## Prêmios e indicações
| Prêmios | Prêmios   | Prêmios             | Prêmios                                                                       | Prêmios       |
| Ano     | Resultado | Premiação           | Categoria                                                                     | Título        |
| ------- | --------- | ------------------- | ----------------------------------------------------------------------------- | ------------- |
| 2001    | Indicado  | Young Artist Awards | Melhor performance em série de TV (comédia ou drama) - ator jovem até 10 anos | Gilmore Girls |